# Mori Yoshirō
Mori Yoshirō (Nhật: 森 喜朗 (Sâm Hỉ Lãng) sinh ngày 14 tháng 7 năm 1937) là là một chính trị gia Nhật Bản, từng giữ chức Thủ tướng Nhật Bản nhiệm kỳ thứ 85 và 86 từ ngày 5 tháng 4 năm 2000 đến ngày 26 tháng 4 năm 2001, tức là khoảng 1 năm. Được mô tả là có "trái tim của bọ chét và bộ não của cá mập", ông không được ưa chuộng trong các cuộc thăm dò dư luận trong thời gian tại vị và được biết đến với những phát biểu gây tranh cãi, cả trong và sau khi làm thủ tướng. Ông cũng nguyên là Bộ trưởng Bộ Giáo dục vào các năm 1983 và 1984, Bộ trưởng Bộ Công thương vào các năm 1992 và 1993, Bộ trưởng Bộ Xây dựng vào các năm 1995 và 1996. Ông trở thành hạ nghị sĩ vào năm 1969 khi mới 32 tuổi và tái đắc cử liên tục 10 nhiệm kỳ. Ông cũng nguyên là Tổng Thư ký Đảng Dân chủ Tự do (Nhật Bản). Ông đã là Chủ tịch Liên đoàn Bóng bầu dục Nhật Bản đồng thời là Chủ tịch Liên minh Nghị sĩ Nhật-Hàn. Năm 2014, ông được bổ nhiệm làm trưởng ban tổ chức Thế vận hội mùa hè và Paralympic 2020, nhưng ông đã từ chức vào tháng 2 năm 2021 sau những điều tiếng được đưa ra tại một cuộc họp của ủy ban bị coi là phân biệt giới tính.

## Hình ảnh

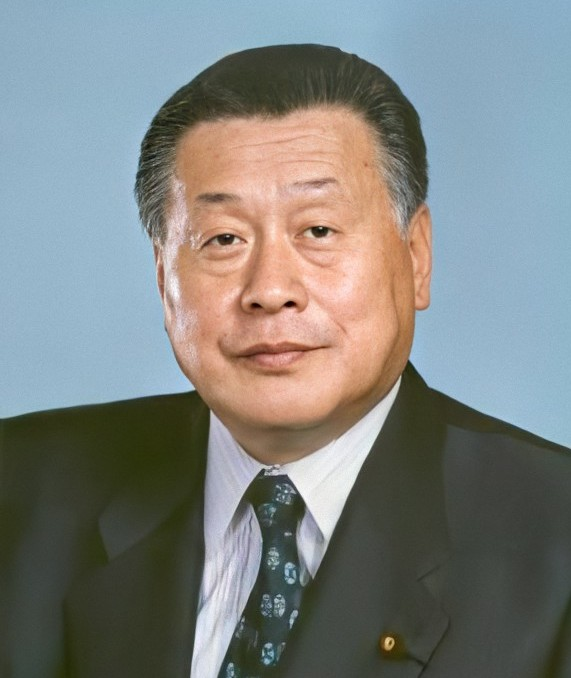
Mori năm 2001.
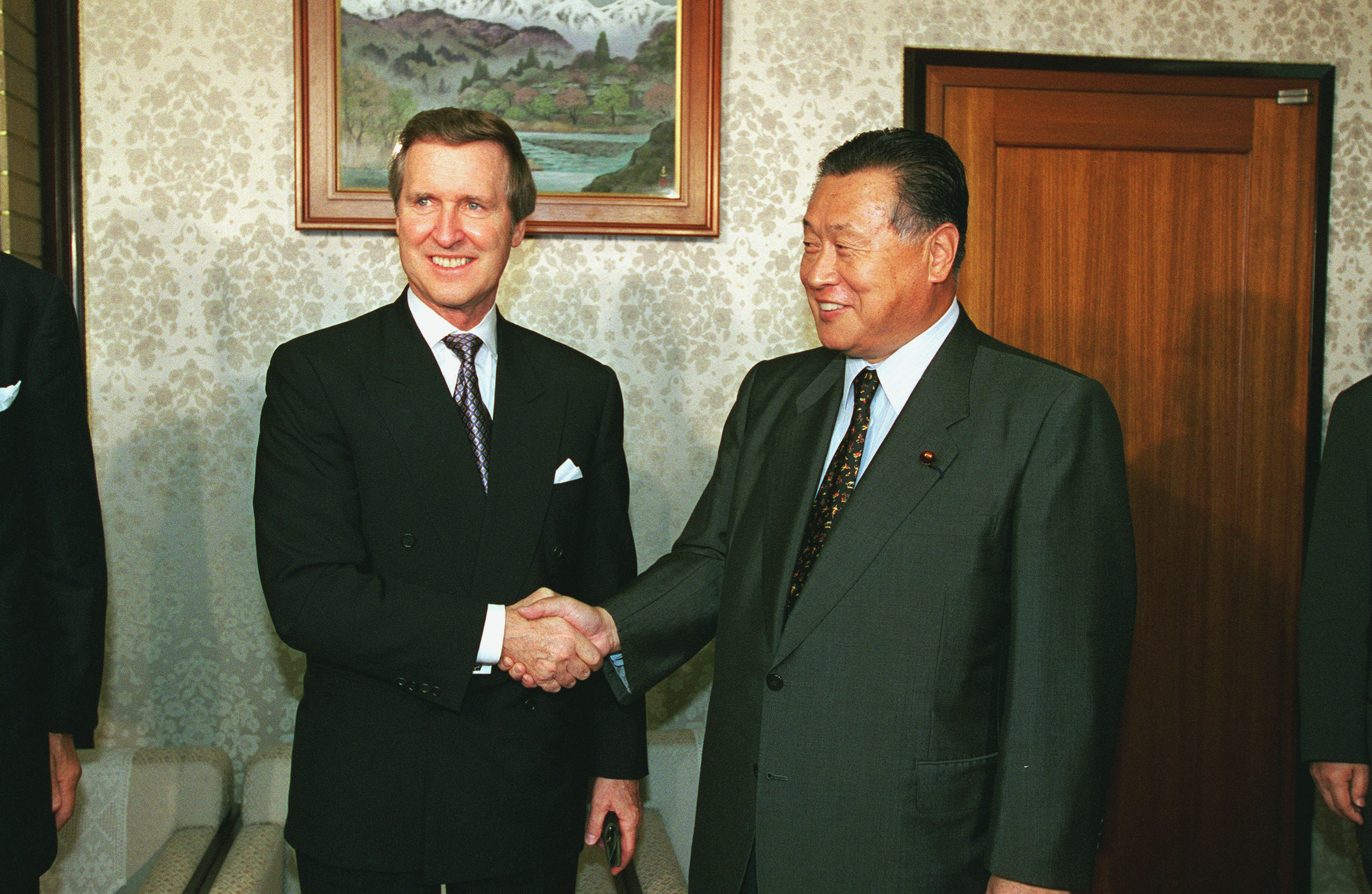
William Cohen và Mori năm 2000.
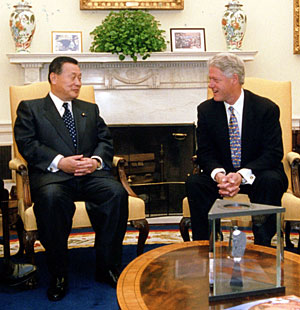
Mori và Bill Clinton năm 2000.
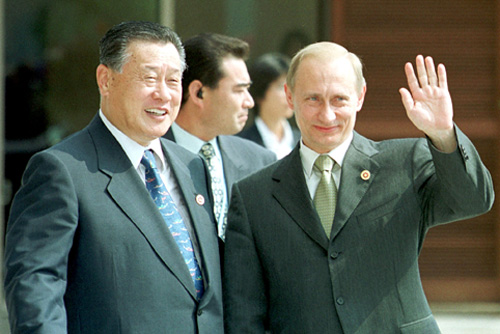
Mori và Vladimir Putin năm 2000.
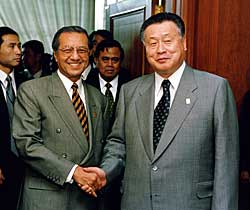
Mori và Mahathir Mohamad năm 2000.
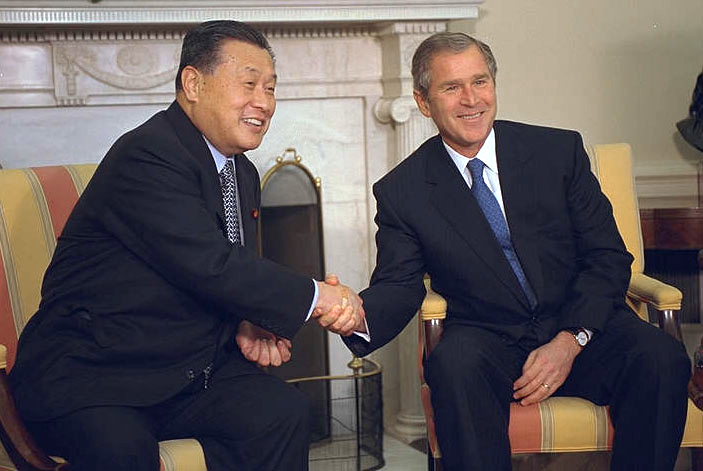
Mori và George W. Bush năm 2001.
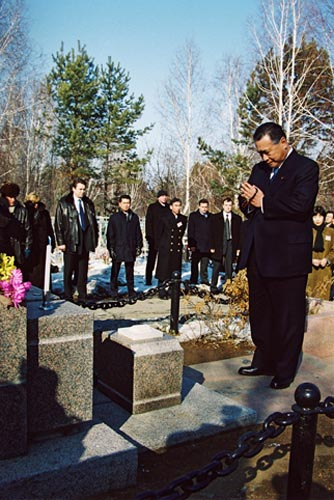
Mori thăm mộ cha ông ở Shelekhov, Nga năm 2001.
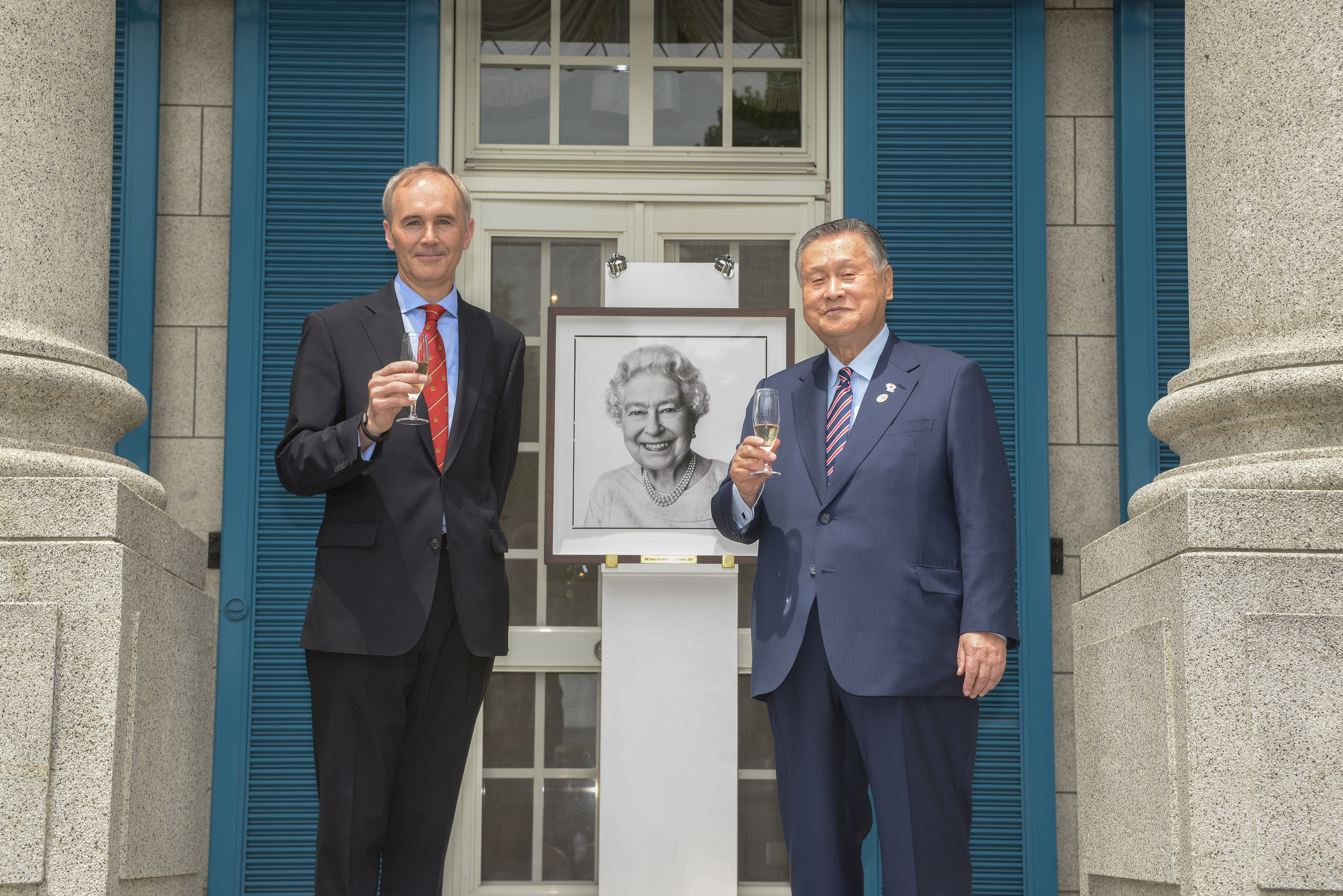
Tim Hitchens và Mori năm 2015.
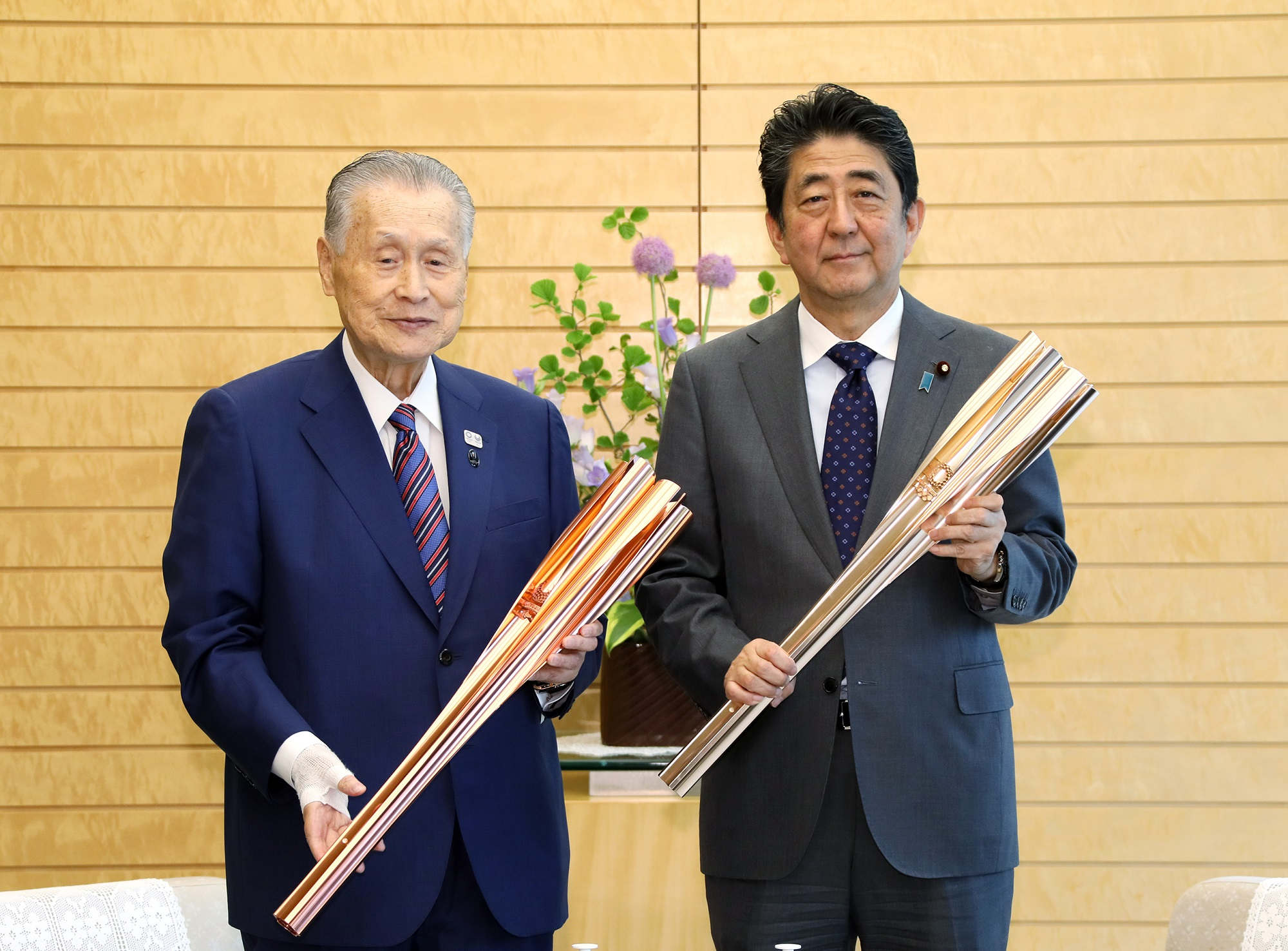
Mori và Abe Shinzō năm 2019.